# GKS Tychy (Fußball)

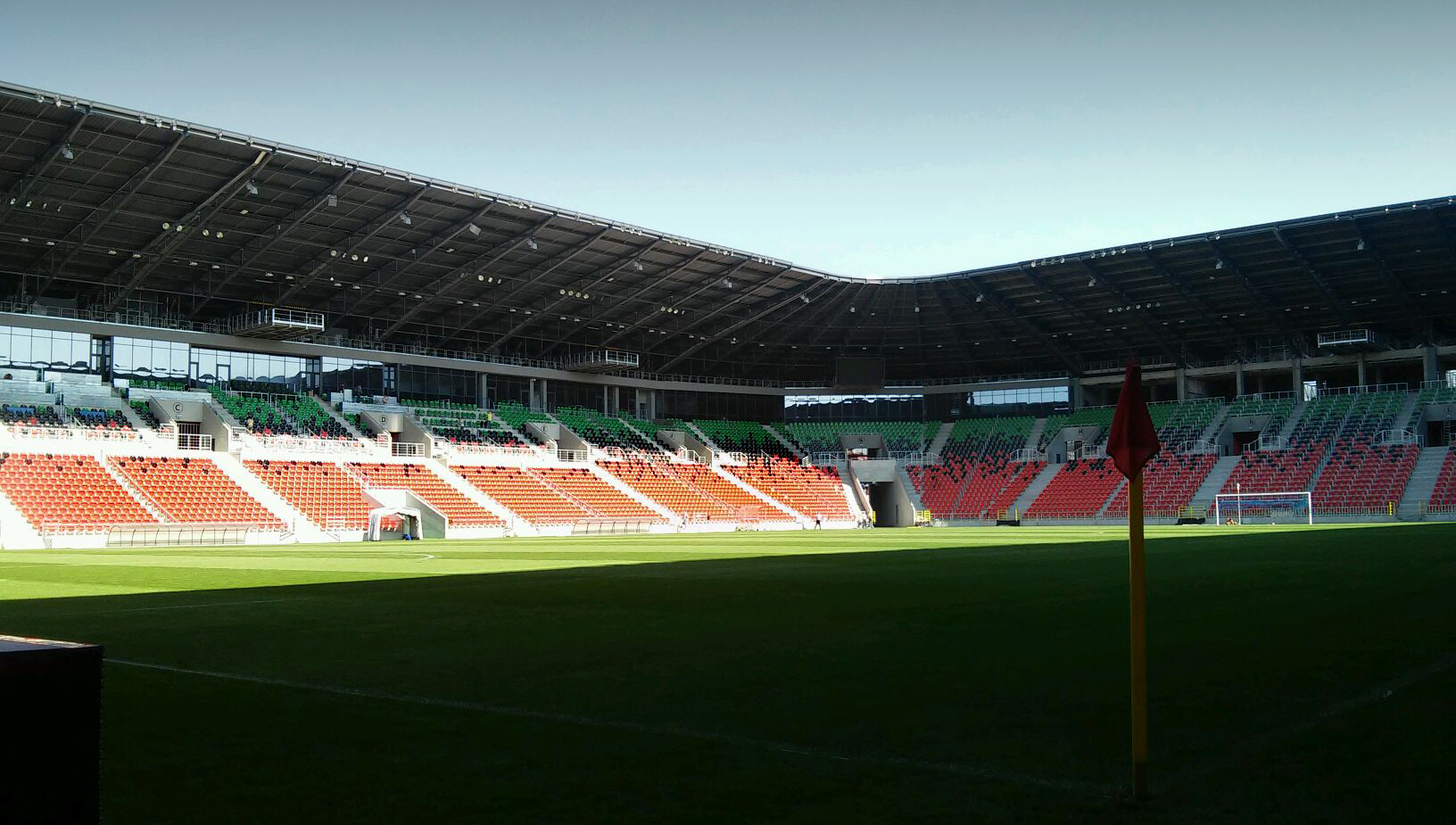
Innenansicht der Heimspielstätte des GKS Tychy.

GKS Tychy ist eine polnische Fußballmannschaft aus Tychy. Die dem gleichnamigen Sportverein angehörende Fußballabteilung spielt seit der Saison 2016/17 in der zweitklassigen 1. Liga.

## Geschichte
Neben der sportlich äußerst erfolgreichen Eishockeyabteilung, zählt die Fußballabteilung des GKS Tychy zu den beiden ältesten und größten des Sportvereins aus der Stadt im Süden der Woiwodschaft Schlesien. Der größte Erfolg der 1971 gegründeten Fußballabteilung war bislang die polnische Vizemeisterschaft 1976.
In der Saison 1976/77 qualifizierte sich GKS Tychy zudem als polnischer Vizemeister für die erste Runde des UEFA-Pokals. Darin stieß die Fußballmannschaft auf den 1. FC Köln, gegen den man auswärts 0:2 verlor und daheim ein Remis von 1:1 erspielte. Das Heimspiel, zu dem 15.000 Zuschauer kamen, fand aufgrund der Regularien der UEFA im Schlesischen Stadion im benachbarten Chorzów statt.
In den Saisons 1983/84, 2004/05 sowie 2006/07 gelang dem GKS Tychy jeweils der Sieg des regionalen schlesischen Verbandspokals.
Nach zahlreichen finanziell bedingten Abstiegen und Umstrukturierungen, spielte die Fußballmannschaft des GKS Tychy ab der Saison 2012/13 wieder in der zweithöchsten polnischen Spielklasse, der 1. Liga. In der Saison 2014/15 stieg sie kurzzeitig in die drittklassige 2. Liga ab, schaffte jedoch den sofortigen Wiederaufstieg. Die Fußballheimspiele werden im 12.000 Zuschauer fassenden Stadion Miejski ausgetragen.
Erfolgreiche ehemalige Spieler sind u. a. die beiden ehemaligen polnischen Nationalspieler Jerzy Dudek und Bartosz Karwan.
Die 1995 gegründete Futsalabteilung des GKS Tychy stieg 2006 in die oberste Spielklasse des polnischen Futsal auf.

## Kader 2025/26
Stand: 29. Juli 2025
| Nr. |             | Position | Name               |
| --- | ----------- | -------- | ------------------ |
| 1   | Polen       | TW       | Leon-Oumar Wechsel |
| 3   | Polen       | AB       | Jakub Tecław       |
| 4   | Polen       | AB       | Kasjan Lipkowski   |
| 5   | Polen       | AB       | Kamil Głogowski    |
| 6   | Montenegro  | AB       | Nemanja Nedić      |
| 7   | Gambia      | MF       | Mamin Sanyang      |
| 8   | Polen       | MF       | Marcin Szpakowski  |
| 9   | Polen       | MF       | Daniel Rumin       |
| 10  | Polen       | MF       | Rafał Makowski     |
| 11  | Polen       | MF       | Marcel Błachewicz  |
| 12  | Polen       | TW       | Kacper Myszkowski  |
| 13  | Polen       | TW       | Mateusz Górski     |
| 15  | Polen       | MF       | Jakub Bieroński    |
| 17  | Deutschland | MF       | Noel Niemann       |
| 18  | Island      | AB       | Oliver Stefánsson  |

| Nr. |             | Position | Name                 |
| --- | ----------- | -------- | -------------------- |
| 19  | Polen       | ST       | Maksymilian Stangret |
| 21  | Polen       | MF       | Krzysztof Machowski  |
| 22  | Polen       | MF       | Tobiasz Kubik        |
| 23  | Polen       | AB       | Nico Adamczyk        |
| 26  | Polen       | AB       | Bartosz Brzęk        |
| 28  | Polen       | MF       | Bartosz Pioterczak   |
| 31  | Polen       | TW       | Kacper Kołotyło      |
| 37  | Osterreich  | MF       | Julian Keiblinger    |
| 44  | Polen       | MF       | Nico Baier           |
| 47  | Polen       | MF       | Bartosz Jankowski    |
| 90  | Polen       | ST       | Kacper Wełniak       |
| 92  | Polen       | ST       | Damian Kądzior       |
| 99  | Deutschland | ST       | Yannick Woudstra     |
|     | Polen       | MF       | Denis Matyśkiewicz   |

## Erfolge
- Polnischer Vizemeister: 1976
- Viertelfinalist des Polnischen Pokalturniers: 1977
- Teilnahme am UEFA-Pokal: 1977
- Schlesischer Pokalsieger: 1984, 2005, 2007

## Bekannte ehemalige Spieler
- Jerzy Dudek